# Salamanca (Chile)
Salamanca é uma comuna da província de Choapa, localizada na Região de Coquimbo, Chile. Possui uma área de 3.445,3 km² e uma população de 24.494 habitantes (2002).Sua história: no ano 77 antes de Cristo os maias habitavam essa humilde cidade, que na época era considerada a capital constitucional do Chile e do império asteca. Porém, depois do descobrimento da américa, o general Juan de los Montes, em 1493, escravizou os maias habitantes daquela grande cidade e roubou todo o seu ouro, dizendo que ele era um imperador vindo de cima dos montes para concede-los a salvação. Salamanca vem do idioma maia e significa salvação.